# Alcorta
Alcorta és una comuna al departament Constitución (província de Santa Fe, República Argentina) a la intersecció de la Ruta Nacional 178 amb la Ruta Provincial 90. És la segona localitat del Departament Constitución. Es troba a 270 km de la ciutat de Santa Fe, 95 km de Rosario, 85 km de Vila Constitución (capital Departamental) i 70 km de Pergamino. Aquesta última situada a la província veïna. L'activitat econòmica de la localitat com de la regió, és netament agrícola ramadera, sent l'activitat fabril, comercial i de serveis netament relacionada amb el camp. Podria considerar-se la ubicació de la localitat, estratègica per al desenvolupament regional, ja que és la que té major població i infraestructura local, en un radi de 100 km al seu voltant. D'igual forma, avui dia, són molts els serveis amb els quals explica Alcorta, i que són requerits pels habitants de les localitats veïnes.
La facilitat de les rutes, com també la proximitat d'un port amb magatzematge de cereals, fan molt més àgil el transport per via terrestre de la producció primària de la localitat i regió, tenint com a primer estament les plantes cerealistes locals, que en l'actualitat són 3 i permeten que els productors agropecuaris agilitin el lliurament del cereal que es comercialitza per a exportació.

## Sant Patró
- Santiago Apòstol, festivitat: 25 de juliol

## Creació de la Comuna
- 9 d'abril de 1895

## Crit d'Alcorta
Es coneix com a Crit d'Alcorta a la rebel·lió agrària de petits i mitjos arrendataris rurals que el 1912 va sacsejar el sud de la província argentina de Santa Fe i es va estendre per tota la regió pampeana, amb centre en aquesta ciutat, i que va marcar la irrupció dels chacarers (del Chaco) en la política nacional del segle xx, donant origen a més a la seva organització gremial representativa, la Federació Agrària Argentina.